# Berdychiv (huyện)
Huyện Berdychiv (tiếng Ukraina: Бердичівський район, chuyển tự: Berdychivs’kyi raion) là một huyện của tỉnh Zhytomyr thuộc Ukraina. Huyện Berdychiv có diện tích 865 km², dân số theo điều tra dân số ngày 5 tháng 12 năm 2001 là 34298 người với mật độ 40 người/km2. Trung tâm huyện nằm ở Berdychiv.